# Playboy Enterprises
Playboy Enterprises, companie fondată în 1953 de Hugh Marston Hefner pentru a gestiona imperiul revistei Playboy. El prezintă în publicațiile sale stiluri din viață privată, fiind o organizație globală  de mass-media conținutul lui fiind disponibil în întreaga lume pe canalele de televiziune, site-uri, platforme mobile și radio.  Astăzi, Playboy Enterprises, Inc, împreună cu filialele sale, se angajează în dezvoltarea și distribuția de divertisment pentru adulți,  printre publicațiile sale fiind cele mai cunoscute și mai populare reviste din lume.
Vânzările revistei Playboy a atins punctul culminant în 1972 când a a atins 7 milioane de exemplare vândute, apoi coata vânzărilor a scăzut pe măsură ce piața a fost preluată de revistele "laddy"  și  Maxim.
Compania are acum doar o treime din veniturile sale din revista Playboy, iar celelalte două treimi din difuzarea de programe pentru adulți în formă electronică, cum ar fi televiziune, internet și DVD-uri. Playboy Enterprises, Inc ocupă etajele superioare biroul din clădirea 680 N. Lake Shore Drive (fosta 666 N. Lake Shore Drive) în vecinătate de Chicago Streeterville și în apropierea zonei Side, comunitatea de Nord. Compania a avut la sfârșitul anului 2006, 782 de angajați.